# Nišida Kitaro
Nišida Kitaro (西田 幾多郎 Nishida Kitarō), japonski filozof, * 19. maj 1870, Unokema, Ishikawa, Japonska, † 7. junij 1945, Kamakura, Kanagawa.
Velja za začetnika moderne japonske filozofije in utemeljitelj kjotske šole filozofije, ki se je osredotočila na primerjalne študije med zahodno in vzhodnimi filozofijami. 

## Življenje
Diplomiral je 1894 iz filozofije na Tokijski univerzi. Sprva je poučeval na visokošolski ustanovi v prefekturi Ishikawa, od leta 1899 pa na Univerzi v Kjotu, kjer je poučeval do upokojitve leta 1927. Tudi po upokojitvi je bil še vedno dejaven. Leta 1940 je bil nagrajen z redom za prispevke h kulturi. Od tega leta je  pomagal pri ustanovitvi zasebne univerze Inštituta za tehnologijo Chiba. 
Star 75 let je umrl za odpovedjo ledevic. Njegovi upepeljeni ostanki so bili pokopani na treh različnih lokacijah; del v družinskem grobu v njegovem kraju rojstva; Unoke, Ishikawa, drugi grob je v Tōkei-ji templju v Kamakuri, kjer je njegov prijatelj D. T. Suzuki organiziral njegov pogreb, tretji grob pa v Reiun'in (霊雲院, Reiun'in), templju v Myōshin-ji predelu v Kjotu.

## Filozofija
Rojen v tretjem letu obdobja vladavine Meidži je bil Nišida seznanjen z novo priložnostjo zahodnoevropskega pogleda in razmišljanja o vzhodno filozofskih problemih. Začetniki moderne filozofije v obdobju Meidži so bili razmeroma površni v prepoznavanju pomembnosti posameznih zahodnih filozofij. Bolj so cenili npr. utilitarizem ali pa socialni evolucionizem. Šele Nišida Kitaro je prepoznal pomembnost nemškega idealizma in takratnih nemških filozofov.
V filozofiji je izhajal iz primerjalnega proučevanja zen budizma in zahodne filozofije.  Njegov opus obsega mnogo knjig in esejev, kot Povpraševanje o dobrem (善の研究, Zen no kenkyū) in  Teorija o prostoru ničnosti in svetovni pregled verstev.  Skupno gledano so njegova dela osnova kjotske filozofske šole, ki je še danes aktivna.
Najbolj znan koncept Nišidove filozofije je teorija basho (japonsko: 場所; običajno prevedeno kot "kraj" ali "topos"), nedualistična logika, ki presega delitev subjekt-objekt (Aristotelova logika) in predikatno logiko Immanuela Kanta, skozi potrditev, ki jo imenuje "absolutna protislovnost identitete". Z njo dialektično pojasni dinamično napetost nasprotji, ki se za razliko od dialektične teorije Georga Hegla ne razreši v sintezi, ampak ohranja nasprotja. 
Ko je David A. Dilworth pisal o NIshidinih delih,v svoji klasifikaciji ni omenjal njegove prve knjige Raziskave o dobrem, v katerem piše o izkušnjah, realnosti, dobrem in veri. Čisto izkustvo ima za najmočnejšo vrsto spoznavanja (vplivi zena).

## Zapuščina
Sodobni japonski filozof Masao Abe je zapisal, da so Nišido med  med 2. svetovno vojno napadli desničarski nacionalisti in ga obtožili antinacionalizma zaradi njegovega občudovanja zahodne filozofije. Po vojni pa so levičarski filozofi kritizirali njegovo filozofijo kot nacionalistično in reakcionarno, zaradi očitnih vplivov zen budizma. V zahodni filozofiji je prepoznaval pomembnost logike in dialektike, na splošno pa se je zavedal konfliktov in obstoja različnih filozofskih šol znotraj zahodne filozofije same.

## Dela
•	(1911) Razmišljanje o dobrem (An Inquiry into the Good )(善の研究, Zen no kenkyū)
•	(1915) Razmišljanje in izkušnje (Thinking and Experience) (思索と体験, Shisaku to taiken)
•	(1913–17)Intuicija in razmislek o samozavednosti (Intuition and Reflection in Self-consciousness (自覚に於ける直観と反省, Jikaku ni okeru chokkan to taiken)
•	(1918–9) Problem zavednosti ( The Problem of Consciousness) (意識の問題, Ishiki no Mondai)
•	(1920–23) Umetnost in morala (Art and Morality) (芸術と道徳, Geijutsu to dōtoku)
•	(1923–27) Od dejanj do videnja (From the Acting to the Seeing) (働くものから見るものへ, Hatarakumono kara mirumono e)
•	(1928–29) Sistem univerzalnosti in samozavednosti (The System of Universals in Self-Awareness) (一般者の自覚的体系, Ippansha no jikakuteki taikei)
•	(1930–32) Samozavedna determinacija ničnosti (The Self-Awareness and Determination of the Nothingness) (無の自覚的限定, Mu no jikakuteki gentei)
•	(1933) Osnovni problemi filozofije(svet dejanj) ( Fundamental Problems of Philosophy (World of Act)) (哲学の根本問題(行為の世界), Tetsugaku no konpon mondai (kōi no sekai))
•	(1934) Nadaljevani osnovni problemi filozofije(svet diektično) (Fundamental Problems of Philosophy Continued (World as Dialectic)) (哲学の根本問題 続編), Tetsugaku-no konpon mondai zokuhen (bennsyouhouteki-sekai)
•	(1935) Filozofska ravnanja 1- Poskus sistema filozofije (Philosophical Proceedings 1 —An Attempt for A System of Philosophy) (哲学的論文集 第一 ―哲学体系への企図, Tetsugaku-teki ronbun-shū daiichi　―tetsugakutaikei e no kito)
•	(1936–37) Filozofska ravnanja2  (Philosophical Proceedings 2) (哲学的論文集第二, Tetsugaku-teki ronbun-shū daini)
•	(1938–39) Filozofska ravnanja 3 (Philosophical Proceedings 3) (哲学的論文集第三, tetsugaku-teki ronbun-shū daisan)
•	(1940–41) Filozofska ravnanja 4 (Philosophical Proceedings 4) (哲学的論文集第四, Tetsugaku-teki ronbun-shū daiyon)
•	(1943–44) Filozofska ravnanja 5 (Philosophical Proceedings 5) (哲学的論文集第五, Tetsugaku-teki ronbun-shū daigo)
•	(1944–45) Filozofska ravnanja 6 (Philosophical Proceedings 6) (哲学的論文集第六, Tetsugaku-teki ronbun-shū dairoku)
•	(1944–46) Filozofska ravnanja 7 (Philosophical Proceedings 7) (哲学的論文集第七, Tetsugaku-teki ronbun-shū dainana)